# Льейда (провинция)
Лье́йда (кат. Lleida, окс. Lhèida), Ле́рида (исп. Lérida) — провинция на северо-востоке Испании в составе автономного сообщества Каталония. Административный центр — Льейда.
В провинции находится Лос Алтимирис — археологический памятник поздней Античности и раннего Средневековья.

## География
Территория — 12 150 км² (18-е место среди провинций страны).

## Демография
Население — 399 тыс. (34-е место; данные 2005 г.).

## Антропология и палеогенетика
Останки женщины из пещеры Кова-Гран-де-Санта-Линья датируются возрастом 14 350 — 14 100 лет назад.
У представителей азильской культуры эпохи эпипалеолита из Бальма де Гилания или Бальма де ла Гвинеу (Balma Guianya) в Пиренеях) определены Y-хромосомные гаплогруппы C1a1a (BAL003, 12 830—10 990 лет до настоящего времени) и I1 (BAL0051, 11 095 лет до настоящего времени) и митохондриальные гаплогруппы U5b1, U5b2a, U2’3’4’7’8’9.